# Proton Waja
Proton Waja – samochód osobowy typu sedan produkowany od 2000 roku przez malezyjski koncern Proton.

## Historia modelu

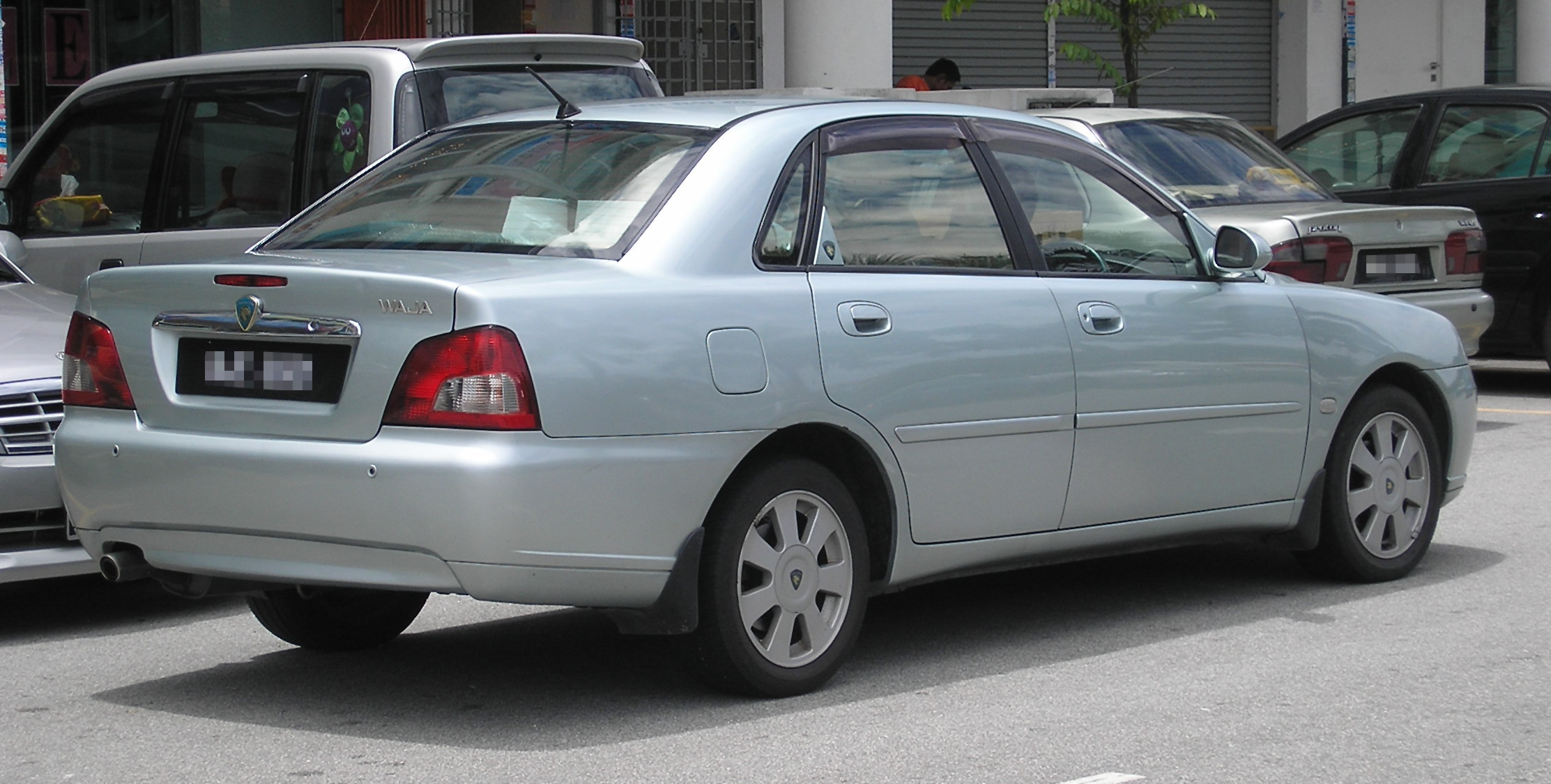
Proton Waja - tył

W 2000 roku Proton zaprezentował swój pierwszy samochód własnej konstrukcji, a zarazem pierwszy model we współpracy z brytyjskim Lotusem. Model odniósł sukces ze względu na jakość i niską jak na ten segment cenę. Sprzedaż prowadzona jest pod nazwą Impian w Australii, Wielkiej Brytanii oraz w Irlandii. Stylizacyjnie model „wyróżnia się z tłumu”. Wiosną 2008 roku Proton zdecydował się na lifting polegający na zmianie wyglądu przodu, zmieniono również nazwę w Malezji na Waja CPS.
W 2007 roku zaprezentowano przedłużoną wersję pod nazwą Chancellor. Sprzedaż prowadzona jest wyłącznie w Malezji.